# Ring Magazine knockout of the year
Ring Magazine blev etableret i 1922. Siden 1989 har det opkaldt et knockout som Knockout of the Year (Årets Kamp) baseret på bladets skribenters "kriterier". En af de mest bemærkelsesværdige kampe er Allan Greens 18-sekunders KO sejr mod Jaidon Codrington i 2005. Her er en liste over: Ring Magazine knockouts of the year:

## Knockouts of the Year for årti

### 1980'erne
- 1989:  Michael Nunn KO 1  Sumbu Kalambay

### 1990'erne
- 1990:  Terry Norris KO 1  John Mugabi
- 1991: no award was given
- 1992:  Morris East KO 11  Akinobu Hiranaka
. . .uafgjort:  Kennedy McKinney KO 11  Welcome Ncita
- 1993:  Gerald McClellan KO 5  Julian Jackson
- 1994:  George Foreman KO 10  Michael Moorer
- 1995:  Julio César Vásquez KO 11  Carl Daniels
- 1996:  Wilfredo Vázquez KO 11  Eloy Rojas
- 1997:  Arturo Gatti KO 5  Gabriel Ruelas
- 1998:  Roy Jones Jr. KO 4  Virgil Hill
- 1999:  Derrick Jefferson KO 6  Maurice Harris

### 2000'erne
- 2000:  Ben Tackie KO 10  Roberto Garcia
- 2001:  Lennox Lewis KO 4  Hasim Rahman
- 2002:  Lennox Lewis KO 8  Mike Tyson
- 2003:  Rocky Juarez KO 10 Skabelon:Lande data Dominican Republic Antonio Diaz
- 2004:  Antonio Tarver KO 2  Roy Jones Jr.
- 2005:  Allan Green KO 1  Jaidon Codrington
- 2006:  Calvin Brock KO 6  Zuri Lawrence
- 2007:  Nonito Donaire KO 5  Vic Darchinyan
- 2008:  Edison Miranda KO 3  David Banks
- 2009:  Manny Pacquiao KO 2  Ricky Hatton

### 2010'erne
- 2010:  Sergio Gabriel Martínez KO 2  Paul Williams
- 2011:  Nonito Donaire KO 2  Fernando Montiel
- 2012:  Juan Manuel Márquez KO 6  Manny Pacquiao
- 2013:  Adonis Stevenson KO 1  Chad Dawson
- 2014:  Andy Lee KO 5  John Jackson[1]